# Maghreb

Arabiska Maghrebunionens område.

Maghreb eller Maghrib (arabiska, "väster", "där solen går ned") är  ett område i Nordafrika som avgränsas av Sahara i söder, Atlanten i väster, Medelhavet i norr och Libyska öknen i öster. Det moriska Spanien har historiskt ibland räknats till området.
Den traditionella definitionen på regionen innefattande Marocko, Algeriet, Tunisien och Libyen har senare övergivits genom inkluderandet av Mauretanien och Västsahara.
Maghreb är ett begrepp som betecknar de arabiska områdena i väst i motsats till Mashriq som omfattar de östliga arabländerna norr och öster om Egypten.
Allmängeografiskt är Maghreb till största delen beläget i nordvästra Afrika.

## Historia

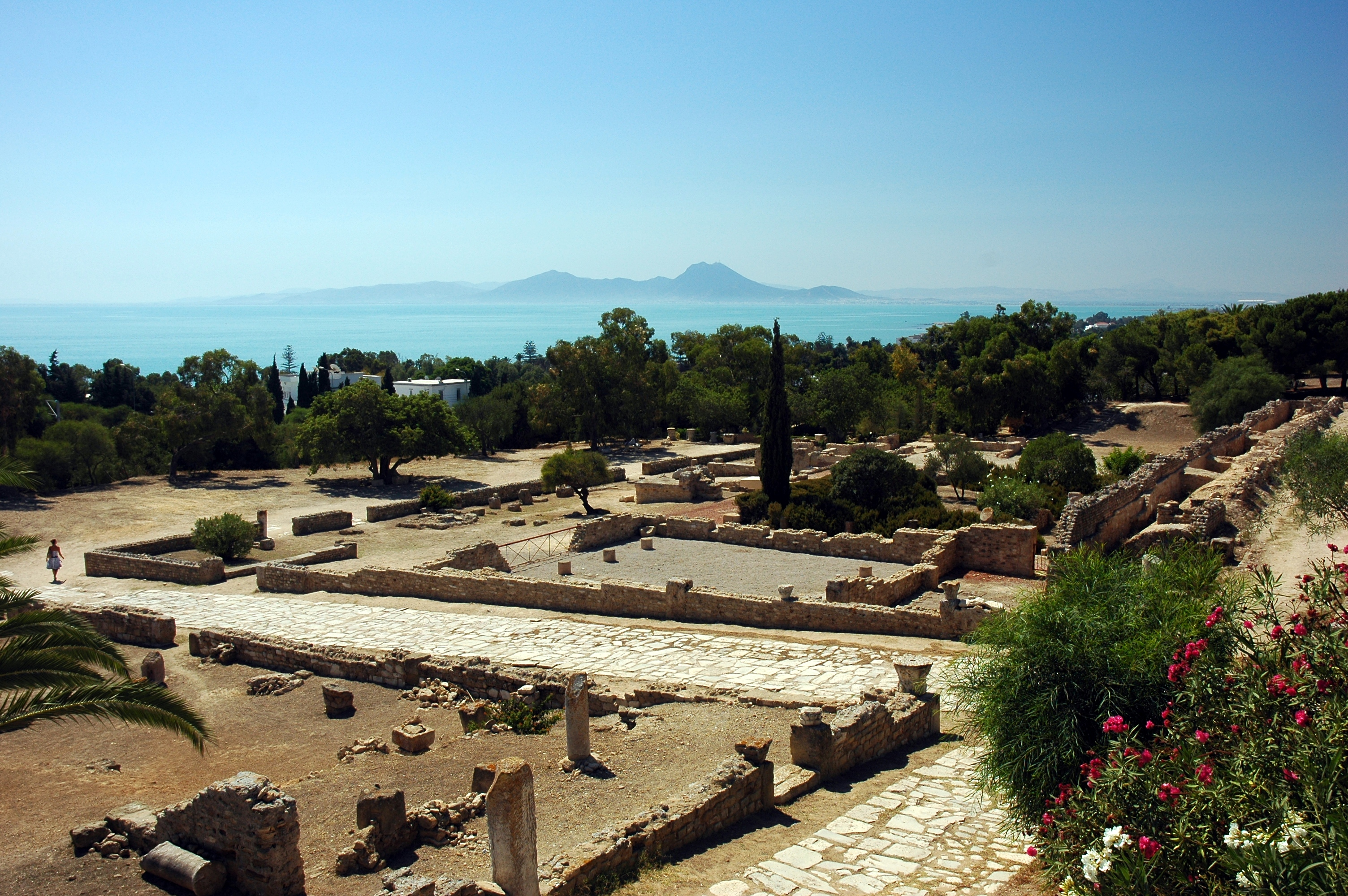
Kartagos ruiner

Berberna härstammar från de tidigare invånarna i Maghreb. Fenicierna anlade kolonier längs den nordafrikanska kusten ände till Mogador i Marocko. Kartago utvecklades till en stat som kontrollerade kustområdena fram till dess Kartago besegrades av Romarriket i det tredje puniska kriget. Under en period mellan Kartagos storhetstid och det romarrikets kontroll över Maghreb fanns det flera småstater, bland andra det berbiska Numidien, som omfattade ett stort område väster om Kartago. Romersk kolonisering var av stor betydelse för den ekonomiska utvecklingen, där Nordafrika exporterade spannmål och olivolja till Europa. Ett exempel på detta är Leptis Magna, som ursprungligen var en fenicisk handelskoloni, som runt 200 e.Kr., uppnådde sin glansperiod.
429 e.Kr. passerade en germansk stam, vandalerna, Gibraltarsundet och erövrade de romerskontrollerade delarna av Algeriet 435. Den bysantinske kejsaren Justinianus I invaderade Nordafrika för att återta kontrollen och besegrade vandalerna 533-534, men förlorade kontrollen om området väster om Sétif i Algeriet. Även det in inre delarna av landet öster om Sétif kontrollerades av berberfolk. 600- och 700-talet erövrades Maghreb av araberna.
Från mitten av 600-talet till början av 700-talet erövrades i tur och ordning Libyen, Tunisien, Algeriet och Marocko och omedelbart efter Marockos erövring 710 inleddes erövringen vad den Iberiska halvön av den nyomvände berbern Tariq ibn Siyad.
De europeiska kolonialmakternas intresse för regionen resulterade i att Maghreb blev till europeiska kolonier eller protektorat. Frankrike angrep Alger 1830 och resultatet blev kolonin Franska Algeriet. Libyen blev en italiensk koloni. Tunisien behåll sin stats identiten, men blev istället ett franskt protektorat och Marocko delade upp i ett spanskt och ett franskt protektorat. Länderna i Maghreb uppnådde självständighet mellan under perioden 1951-1962.

## Politik
Under det algeriska befrielsekriget (1954–62) sågs Maghreb som ett framtida enat Nordvästafrika och 1962 försökte man skapa en federation mellan Marocko, Algeriet och Tunisien, kallad Maghrebstaterna. Försöket misslyckades.
Den arabiska Maghrebunionen, "Arabiska Stormaghreb",, som bildades 1989, omfattar förutom Tunisien, Algeriet och Marocko även Mauretanien och Libyen. Syftet med unionen är skapa en tullunion och samarbete i ekonomiska, politiska, sociala och kulturella frågor.

## Geografi

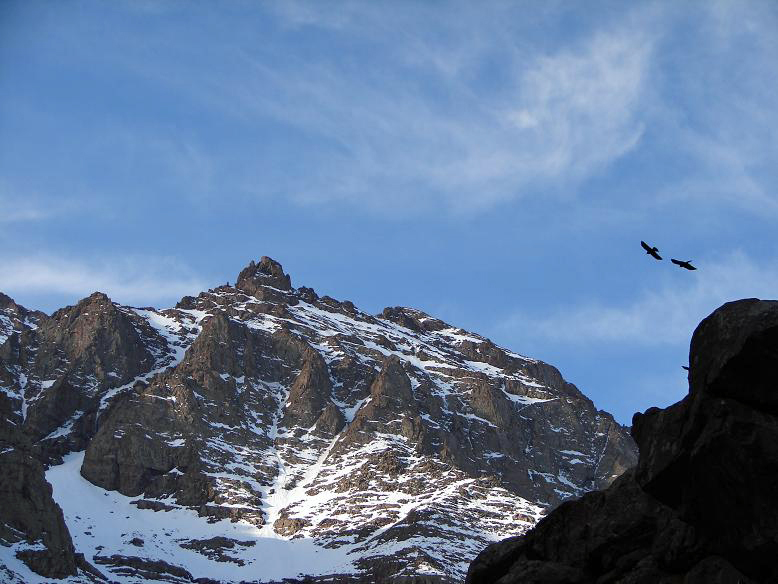
Jbel Toubkal i Höga Atlas, Marockos och Maghrebs högsta berg

Maghreb omfattar Atlasbergen och Marockos, Algeriets, Tunisiens och Libyens kustslätter. Klimatet karaktäriseras av västliga vindar som släpper sin fukt på nordliga sluttningar och kustslätter. Sydsluttningarna är torra och övergår i Saharas ökenlandskap.

## Demografi

### Språk

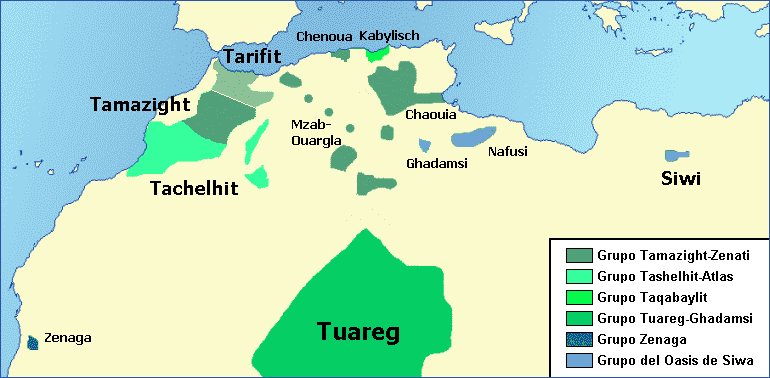
Berberspråk

Folket i Maghreb talar både berbiska och arabiska språkgrupper. Cirka en sjättedel av befolkningen talar fortfarande ett av berberspråken, men de flesta talar också någon form av arabiska.

### Religion
Den arabiska erövringen av Nordafrika började redan under 600-talet e.Kr. De flesta berberstammarna behöll, trots detta, sin autonomi fram till 1100-talet. Numera är många arabiserade, de är alla sunnimuslimer, men i religionen finns fortfarande många förislamiska drag, bl.a. i fruktbarhetsriter och helgondyrkan.